# Espace collectivement normal
En mathématiques, un espace topologique X est dit collectivement normal s'il vérifie la propriété de séparation suivante, strictement plus forte que la normalité et plus faible que la paracompacité :
Tout sous-espace Fσ — en particulier tout fermé — d'un espace collectivement normal est collectivement normal.
Tout espace monotonement normal — en particulier tout espace métrisable — est (héréditairement) collectivement normal. Un espace collectivement normal n'est pas nécessairement dénombrablement paracompact. Cependant, un théorème de Robert Lee Moore établit que tout espace de Moore collectivement normal est métrisable.